# Pakize Gözde Dökel
Pakize Gözde Dökel (* 17. August 1997 in Gelsenkirchen) ist eine deutschtürkische Fußballspielerin.

## Karriere

### Verein
Dökel spielte zuletzt in ihrer Jugendzeit von 2012 bis 2014 für die B-Juniorinnen des 1. FFC Recklinghausen. Noch als B-Jugendspielerin kam sie für die erste Mannschaft in der Saison 2013/14 in vier Punktspielen in der drittklassigen Regionalliga West zum Einsatz. Ihr Debüt in der ersten Mannschaft gab sie am 11. Mai 2014 (22. Spieltag) beim 1:1-Unentschieden im Heimspiel gegen den Spielklassenneuling VfL Bochum II als Einwechselspielerin für Franziska Spiecker ab der 60. Minute.
Mit Beginn der Regionalligasaison 2019/20 der ersten Mannschaft (dauerhaft) zugehörig, kam sie bis zum Ende der Saison 2022/23 in bislang in 41 Punktspielen zum Einsatz. Ihr erstes (und bislang einziges) Tor im Seniorinnenbereich gelang ihr am 20. Oktober 2019 (9. Spieltag) beim 5:0-Sieg im Auswärtsspiel gegen die Frauenfußballmannschaft des Herforder SV mit dem Treffer zur 1:0-Führung in der 53. Minute.

### Nationalmannschaft
Dökel debütierte als Nationalspielerin für den TFF in der A-Nationalmannschaft, die das am 7. April 2018 in Istanbul ausgetragene Freundschaftsspiel gegen die Nationalmannschaft Estlands mit 3:0 gewann; sie wurde in der 79. Minute für Ecem Cumert eingewechselt.